# Бембель Андрій Онуфрійович
Андрі́й Ону́фрійович Бе́мбель (*30 жовтня 1905, Веліж — 1986) — білоруський радянський скульптор, народний художник БРСР (з 1950).
Член КПРС з 1952.
Навчався в Академії мистецтв (1927–1931).
Брав участь в оформленні Будинку уряду БРСР у Мінську (1932–1935). В післявоєнні роки Бембель створив скульптури «Ленін на трибуні», «Герой Радянського Союзу М. Ф. Гастелло», «Герой Радянського Союзу О. М. Матросов»; барельєфи «Білоруска», «9 січня 1944 р.», яким властива професіональна майстерність, глибина образів та сміливе композиційне розв'язання. А. О. Бембель — один з авторів Меморіального комплексу «Курган Слави» (архітектор А. А. Стахович, 1969, Державна премія БРСР 1970), меморіального комплексу Меморіального комплексу «Берестейська фортеця-герой» (1971, спільно з О. П. Кібальнікавим і В. А. Королем), автор пам'ятника Д. І. Менделєєву перед будинком хімічного факультету Московського університету.